# Julia Wilson
Julia Wilson (* 23. September 1978 in Sydney) ist eine ehemalige australische Ruderin.
Die 1,85 m große Julia Wilson erreichte bei den (inoffiziellen) U23-Weltmeisterschaften 1999 den sechsten Platz im Doppelvierer. Bei den Olympischen Spielen 2000 in ihrer Heimatstadt belegte sie mit dem Doppelvierer den siebten Platz. Im Jahr darauf ruderte Julia Wilson zusammen mit Jane Robinson, Jo Lutz und Victoria Roberts im Vierer ohne Steuerfrau zum Weltmeistertitel. Im Weltmeisterschaftsfinale von Luzern hatten die Australierinnen etwas über eine Sekunde Vorsprung vor den Neuseeländerinnen. Die vier Ruderinnen traten auch mit dem Achter an und gewannen auch in dieser Bootsklasse den Titel vor den Booten aus Rumänien und Deutschland. Bei den Weltmeisterschaften 2002 trat Julia Wilson nur im Achter an und erkämpften die Silbermedaille hinter dem US-Achter, neun Hundertstelsekunden hinter den Australierinnen erhielt der deutsche Frauenachter die Bronzemedaille. Bei den Weltmeisterschaften 2003 verpasste der australische Achter als Vierter die Medaillenplätze um anderthalb Sekunden. Im Finale der Olympischen Spiele 2004 lag der australische Achter bis 400 Meter vor dem Ziel auf dem dritten Rang, als die vor Julia Wilson sitzende Sally Robbins kollabierte; das Boot überquerte die Ziellinie mit zehn Sekunden Rückstand auf die fünftplatzierten Deutschen.